# 23135 Pheidas
23135 Pheidas este o planetă minoră (asteroid), cu un diametru de 66,23 km, din Asteroid troian al lui Jupiter. A fost descoperită pe 7 ianuarie 2000 la Experimental Test Site⁠(d) de Lincoln Near-Earth Asteroid Research și a fost numită după Pheidas⁠(d). 
Obiectul prezintă o orbită caracterizată de o semiaxă mare de 5,2576782 UAi, o excentricitate de 0,0514, o înclinație de 17,35715 ° în raport cu ecliptica.